# سارا لی لوکاس
فردریک استرایتهورست جونیور (انگلیسی: Frederick Streithorst, Jr.؛ زادهٔ ۱۷ ژوئن ۱۹۷۰ در فورت لادردیل، فلوریدا) که با نام هنری‌اش سارا لی لوکاس (به انگلیسی: Sara Lee Lucas) شناخته‌شده است، موسیقی‌دان اهل ایالات متحده آمریکا و درامر سابق گروه موسیقی آلترناتیو راک مریلین منسون است. نام هنری وی ترکیبی از نام سارا لی، یک شرکت غذایی، و هنری لی لوکاس، یک آدم‌کش زنجیره‌ای است. او پس از اینکه در سال ۱۹۹۵ از گروه مریلین منسون جدا شد، با گروه‌های اینداستریال متعدد و همچنین با شرکت مسترینگ مسترلب همکاری کرد.